# Batman: The Killing Joke (película)
Batman: The Killing Joke (en Hispanoamérica Batman: La Broma Mortal) es una película de animación de superhéroes estadounidense de 2016 producida por Warner Bros. Animation y distribuida por Warner Bros. Pictures. La película es la vigésimo sexta película del DC Universe Animated Original Movies y está basado libremente en la novela gráfica del mismo nombre de Alan Moore y Brian Bolland.
La película está dirigida por Sam Liu, escrita por Brian Azzarello y producida por Bruce Timm, Alan Burnett, y Sam Register. Está protagonizada por las voces de Kevin Conroy, Mark Hamill, Tara Strong (quienes repiten sus papeles de Batman: La serie animada) y Ray Wise.
La película se estrenó en el Comic-Con de San Diego el 22 de julio de 2016. Aunque originalmente se tenía pensado lanzarla directamente para vídeo, la película en su lugar fue lanzada simultáneamente en salas de cine y en video. Hubo un lanzamiento limitado en Australia y Nueva Zelanda, el 24 de julio de 2016; en Estados Unidos, Canadá, Reino Unido, Argentina y Brasil el 25 de julio de 2016; digitalmente el 26 de julio de 2016; y en DVD y Blu-ray el 2 de agosto de 2016.

## Sinopsis
Basado en la aclamada novela gráfica del mismo nombre, Batman: The Killing Joke realiza un recorrido en la oscura psique del príncipe payaso del crimen —desde sus humildes comienzos como un comediante hasta su fatídico encuentro con Batman, que cambia la vida de ambos para siempre—. Años después, y ahora escapado de Arkham Asylum, The Joker diseña un plan para demostrar que un mal día puede hacer que cualquiera enloquezca tanto como él y fija su objetivo en el Comisionado Gordon, hasta que el caballero de la noche decide poner fin al último plan del Joker y salvar a uno de los mejores hombres de Gotham City. Tras un prólogo introductorio con las heroicas aventuras de Barbara Gordon como Batgirl junto a Batman, Batman: The Killing Joke se mantiene fiel a la auténtica historia que se ha mantenido en la imaginación de los aficionados durante casi tres décadas —que pone de relieve el nacimiento de un súpervillano la fortaleza de un superhéroe y una conclusión que le dejará sin palabras—.
Sinopsis oficial.

## Argumento
En Gotham City, Batgirl falla en frustrar un asalto pero se las ingenia para detener, con la ayuda de Batman, a parte de la banda de ladrones que usaron un camión para huir. Sin que Batgirl lo sepa, el líder del grupo de ladrones, un joven llamado París Franz, comienza a desarrollar una peligrosa obsesión con la heroína. Batman, preocupado, le dice que ella no está tomando en serio la obsesión de Franz hacia ella para que tome ciertas precauciones. La preocupación de Batman se hace realidad cuando Batgirl es atraída a una trampa preparada por el matón, la cual casi le cuesta la vida de no ser porque Batman decidió ayudarla. El Caballero Oscuro resuelve dejarla fuera de ese caso por considerar que su vida estaba en grave peligro. Indignada por la decisión de Bruce y su constante menosprecio hacia su labor como heroína, Batgirl lo ataca tanto verbal como físicamente. Batman la somete con facilidad pero ella consigue derribarlo y le salta encima. Sin embargo en lugar de seguir atacándolo, ella lo besa y ambos proceden a tener sexo en la azotea. 
A la noche siguiente, Batgirl intenta disculparse con Batman por lo ocurrido, pero cuando el hombre murciélago es emboscado por Franz y sus hombres en el puerto de la ciudad, donde Batgirl acude en su ayuda rápidamente. Al llegar, consiguen neutralizar a todos los hombres de Franz y Batgirl furiosa golpea con violencia al maleante hasta casi matarlo. Barbara se da cuenta de que lo que le dijo Bruce en su momento estuvo a punto de hacerse realidad, por lo que al ver cómo sus sentimientos personales pusieron en peligro su posición como ayudante del Caballero de la Noche, su relación con Batman y cómo Franz la había marcado psicológicamente, Barbara se reúne con Bruce para anunciarle su retiro como Batgirl. 
Una semana más tarde, Batman acude a una escena del crimen en la que encuentra varios cadáveres con los rostros enmarcados por una sonrisa congelada. Deduciendo junto a Harvey Bullock que el asesinato fue parte de un viejo delito cometido por el Joker, el cual está encerrado en Arkham, Batman se reúne con el Comisionado Gordon en el asilo para ver al Joker y que de explicaciones de lo ocurrido y, de paso, para hablar y tratar de zanjar sus diferencias de una vez por todas antes de que, en palabras de Batman, uno de los dos acabe matando al otro. Pero la charla no tendría lugar ya que descubren que el Joker ha escapado una vez más del asilo. En otro punto de la ciudad, en un parque de atracciones, el Joker mata a su propietario y se adueña del establecimiento para un plan que tiene en mente, todo esto mientras vemos un flashback de su pasado en el cual se nos muestra que, antes de ser quien es actualmente, el Joker aparentemente era un empleado de una planta química que decidió dejar su empleo para convertirse en comediante, con resultados desastrosos y, para complicar las cosas, vivía en una situación bastante precaria económicamente, llevando consigo una carga más al tener a su esposa en avanzado estado de embarazo. 
De regreso al presente, el Joker y dos de sus cómplices van a la casa de los Gordon. Cuando Barbara abre la puerta, el Joker le dispara a quemarropa dejándola gravemente herida, quedando ella paralizada de la cintura para abajo, mientras que los hombres que lo acompañaban reducen fácilmente a Gordon para secuestrarlo. Cuando los hombres se van, el Joker saca una cámara y comienza a desvestir a Barbara para fotografiarla desnuda y herida como estaba. Ésta, aún consciente, le pregunta para qué hace esto, a lo que el psicópata le responde que lo hace para demostrar un punto. Mientras lo hace, el Joker tiene otro viejo recuerdo donde se nos muestra cómo él, desesperado por dinero con el cual poder mantener a su hijo por nacer y darle un mejor hogar a su esposa, decide unirse junto a otros dos ladrones (ambos, asegurando ser los cómplices de Capucha roja) para asaltar la planta de químicos en la que trabajaba. En el hospital, Harvey Bullock y Batman tratan de interiorizar en las repercusiones del ataque a los Gordon en donde los médicos les informan que a pesar de que Barbara se recuperará de la herida, esta ya no volverá a caminar nunca más, dado que las radiologías revelan que el disparo dañó severamente su columna vertebral, por lo que estará confinada a una silla de ruedas desde ahora. 
Mientras esto ocurre, el Joker lleva al comisionado a una de las atracciones del parque donde lo introduce completamente desnudo y, a medida que la atracción comienza a moverse, el Joker muestra a su rehén varias veces las fotos de su hija, desnuda y baleada, en un intento de romper su cordura torturándolo psicológicamente con el proceso. En eso, el Joker tiene otro recuerdo de la vez cuando planificaba el robo a la planta química. En ese momento la policía llega al bar y le informa que su esposa y su bebé no nato han muerto en un accidente doméstico mientras su esposa estaba probando un calentador para bebés. A pesar de la tragedia que lo afectaba, el comediante no puede negarse a su compromiso con los criminales. 
De vuelta al presente, mientras el Joker torturaba a Gordon, Batman recorre con furia las calles en busca de información sobre el paradero del payaso asesino pero, tras muchos intentos, Batman recibe una invitación del Joker, quien lo invita a ir al parque de diversiones donde tiene prisionero a Gordon. El Joker tiene otro recuerdo de la vez en la que asaltó la planta química junto a los dos ladrones, quienes lo hicieron vestirse con una capa y una capucha de color rojo para que no pudieran identificarlo. Pero cuando ingresan a la planta, son descubiertos por el personal de seguridad quienes abaten a los dos ladrones dejando al comediante solo e indefenso ante Batman. Al verlo, el comediante aterrorizado por la figura intenta escapar pero se resbala por una pasarela cayendo a una tina de residuos químicos de la que logra salir gracias a una tubería que conecta la fábrica con el exterior. 
Desafortunadamente, los químicos han dañado severamente su piel, despigmentándola a un color blanquecino, sus labios quedaron completamente enrojecidos y su cabello toma una decoloración verdosa brillante. Al verse en ese estado, el comediante comienza a reír maniáticamente al recordar cómo todas sus desgracias, sumadas al recuerdo de la muerte de su esposa y su hijo por nacer, jugaron un papel importante en su locura: el Joker había nacido. 
De vuelta en el presente, Batman llega al parque de diversiones, donde se enfrenta a los fenómenos y tiene su primer encuentro con el Guasón antes de salvar a Gordon. Mientras, el payaso corre a refugiarse en la casa de la risa, Jim, a pesar de haber sido torturado, le pide a Batman capturar al villano según la ley para demostrarle que sus métodos sí funcionaban. A continuación, Batman recorre la casa de la risa, esquivando enemigos y trampas, a medida que el Guasón intenta persuadirlo por megáfono de que el mundo era sólo una gran broma y por lo tanto no valía la pena luchar para salvarlo. En adición, el payaso le señala que sólo bastaba un mal día para convertir a un hombre común en un loco, y se burla del héroe preguntándose qué fue lo que le sucedió en su mal día para tomar la decisión de vestirse como un ratón volador. 
Luego de encontrarse con el Joker y de encararlo, Batman lo golpea con furia hasta sacarlo al exterior del parque donde le revela el haber fallado en tratar de volver loco a Gordon, ya que Jim continuaba cuerdo a pesar de todo lo que sufrió. A continuación, al ver abatido emocionalmente a su rival, Batman le ofrece su ayuda para rehabilitarlo y así ponerle fin a su lucha eterna antes de que alguno de los dos terminase muerto. Abatido emocionalmente por la propuesta de su rival, el payaso rechaza el ofrecimiento de Batman a lo que la situación le trae el recuerdo de un chiste. Cuando el chiste culmina, ambos enemigos comienzan a reír siendo Batman el que más estruendosamente se ríe acompañando la risa del payaso. Mientras la lluvia cae y todo se desvanece la risa del payaso se apaga y solo perdura la del Caballero Oscuro. 
En una escena mitad de los créditos, Barbara aparece en silla de ruedas entrando en una habitación secreta en su apartamento. A medida que la computadora y las pantallas se encienden, el logotipo de Oráculo aparece en su monitor.

## Reparto
El reparto original está conformado por:
- Kevin Conroy como Bruce Wayne / Batman.[4][5]
- Mark Hamill como Joker.[6][5]
- Tara Strong como Barbara Gordon / Batgirl.[5]
- Ray Wise como Comisionado James Gordon.[5]

Además también participan Robin Atkin Downes como Detective Harvey Bullock, John DiMaggio como Francesco, Brian George como Alfred Pennyworth, J. P. Karliak como Reese, Andrew Kishino como Murray, Nolan North como Mitch, Maury Sterling como Paris Franz, Fred Tatasciore como  Carnival Owner, Bruce Timm como Patrolman, Anna Vocino como Jeannie, Kari Wahlgren como Call Girl y Rick D. Wasserman como Sal Maroni.

## Producción
El 10 de julio de 2015, durante el panel de Liga de la Justicia: Dioses y monstruos en la Comic-con de San Diego, Timm anunció que una película de animación basada en la novela Batman: The Killing Joke estaba en desarrollo y programado para ser lanzado en el año 2016, la cual contará con un prólogo de 15 minutos. El 27 de julio, el portal Collider informó de que Mark Hamill será la voz del Joker en la película y ComicBook.com habló con Kevin Conroy, quien declaró que repetirá su papel como la voz de Batman. El 14 de marzo de 2016, se anunció oficialmente que tanto Conroy como Hamill repetirán sus papeles como Batman y Joke respectivamente, junto a Tara Strong quien volverá como Barbara Gordon y Ray Wise como el comisionado Gordon. El resto del elenco de voces se reveló en iTunes mediante el lanzamiento digital de la película.
En enero de 2016, Timm reveló que la película se proyectará en julio durante la Comic-Con de San Diego y reveló que el equipo tuvo que añadir mucho más historia debido a que el cómic original no era lo suficientemente extenso como para hacer una película de larga duración. En febrero de 2016, el artista conceptual Phil Bourassa reveló que en 2009, Timm fue programado para producir una versión con clasificación R de la The Killing Joke, pero el desarrollo de la película se estancó después de dos semanas debido al bajo rendimiento de Watchmen, y al mismo tiempo mostró un arte conceptual del Joker. En abril, Warner Home Video confirmó que Batman: The Killing Joke será la primera película del DC Universe Animated Original Movies y la primera película animada de Batman en recibir una calificación R de la MPAA y como explica Sam Register, director de Warner Bros. Animation y presidente de Warner Digital Series, «desde el inicio de la producción, hemos alentado al productor Bruce Timm y a nuestro equipo de animación de Warner Bros. para permanecer fiel a la historia original —sin importar la eventual clasificación de la MPAA—... Nos pareció que era nuestra responsabilidad el presentar a nuestro núcleo de audiencia —la comunidad amante de los cómics— una película de animación que represente auténticamente la historia que conocen muy bien».

## Lanzamiento
El estreno mundial de Batman: The Killing Joke fue durante la Comic-Con 2016 el 22 de julio de 2016. La película fue lanzada digitalmente el 26 de julio de 2016, mientras que la Deluxe Edition y la edición Blu-ray fue lanzada el 2 de agosto de 2016. El 8 de junio de 2016, las cadenas de cines Fathom Eventos y Vue anunciaron que la película sería emitida en salas selectas durante una única noche el 25 de julio de 2016 en cines de Estados Unidos y Reino Unido. El 18 de julio de 2016, Fathom Events anunció que la película se emitiría en dos funciones adicionales el 26 de julio debido a «una demanda sin precedentes». También recibió un lanzamiento limitado en Australia, Nueva Zelanda y México el 24 de julio de 2016.
Batman: The Killing Joke recaudó un estimado de $3.775 millones en América del Norte y $586 038 en otros territorios obteniendo un total bruto de $4.3 millones. En los Estados Unidos, la película recaudó un estimado de $3.175 millones en la primera noche de las proyecciones de Fathom Events convirtiéndose en el mayor estreno de su historia.

## Recepción
Batman: The Killing Joke ha recibido críticas mixtas de parte de los críticos y aficionados, con la crítica negativa dirigida hacia el prólogo con respecto a la interpretación desfavorable de Batgirl y los cambios drásticos en su relación con Batman. Sin embargo, la actuación de voz y de la fidelidad a su material de origen en la segunda mitad han sido elogiados. En el sitio web Rotten Tomatoes la película tiene una aprobación de 50%, basada en 28 reseñas, con una puntuación promedio de 5.8/10, mientras que de parte de la audiencia tiene una aprobación de 48%, basada en más de 8000 votos, con una puntuación de 3.4/5. En IMDb tiene una puntuación de 6.8 basada en más de 19 000 votos.
Ben Travers, de IndieWire, comentó que «en lugar de humanizarla, [el prólogo] convierte Barbara / Batgirl en un cliché de cómic: el personaje femenino que finge complejidad pero, cuando se le da un papel más amplio, solamente es visto a través de una perspectiva sexual». Tommy Cook, de Collider.com, escribe que en el prólogo «se siente tonos discordantes en el orden de The Killing Joke». Jesse Schedeen de IGN escribe: «El factor de arrastre viene del hecho de que Batgirl tiene una relación claramente subordinada a Batman. Él es el veterano y mentor. Ella es la pupila novata... Lo peor de todo, nada de esto acto de apertura tiene ninguna conexión real con el resto de la película. Batgirl incluso aparece como un cordero de sacrificio al final. Su drama romántico insípido no añade peso a su eventual traumatismo». En contraste, Sergio Pereira, de Fortress of Solitude, elogia el ángulo visto en la relación Batman y Batgirl, declarando: «Al inculcar sentimientos románticos entre los dos, Batman tiene aún más razones para cruzar la línea con el Joker».
En respuesta a las críticas al prólogo, Brian Azzarello declaró: «Lo que pasa con esto es que es controvertido, por lo que añadimos más controversia». Bruce Timm añadió:

«Eramos conscientes de que es un poco arriesgado. Definitivamente hay algunas cosas en que la primera parte de la película van a ser objeto de controversia. Aquí es donde bajamos en ese tema específico: Fue muy importante para nosotros mostrar que los dos personajes comenten bastantes grandes errores. Es decir, sus "habilidades parentales" no son tan grandes. Tal vez no haber tenido nunca hijos propios, no se da cuenta de que si le dice a un niño no debe hacer algo, ellos van a querer hacer que sea aún más. Y entonces se comete algunos errores y entonces él reacciona de forma exagerada a sus errores y luego se reacciona de forma exagerada a su reacción exagerada. Así que es muy humano; es una historia muy comprensible. Es difícil porque es complicado, porque las relaciones son a veces desordenadas. Pero para mí y para Alan y Brian, era muy fascinante para nosotros explorar ese ángulo.»
Bruce Timm

Algunos críticos se mostraron en desacuerdo con escenas añadidas que parecen implicar que Barbara Gordon fue violada durante la tortura que sufrió a manos del Joker. Jamie Righetti, de Film School Rejects, escribe: «El hecho es aún peor por una escena de seguimiento en la que Batman está cuestionando a un grupo de prostitutas sobre el paradero del Joker. Las chicas dicen a Batman que el Joker normalmente viene a verlas después de que se fuga y que le gusta pasar un buen momento... Pero entonces una de las chicas dice que el Joker no ha llegado a verlas esta vez y que a lo mejor ha encontrado una chica nueva en su lugar. Después de pensar por un minuto: Bárbara es la chica nueva. Bárbara, que acaba de ser violada.» Timm ha negado dicha implicación, declarando «No lo pensé como apoyo a eso. Si lo hubiera hecho, probablemente habría cambiado la línea. Yo nunca, nunca pensé que en realidad la violó. Incluso en mi primera lectura del cómic, nunca pensé eso».
El arte y la animación han contando con una recepción mixta. Gavia Baker-Whitelaw, de The Daily Dot, escribe: «Cada escena se recrea con exactitud minuciosa, pero el estilo de animación de DC no está al nivel del impacto de la estética oscura de 1980 de Brian Bolland».
La actuación de voz de la película y la fidelidad al material original en la segunda mitad fueron recibidos de manera más positiva. Nick Bosworth, de JoBlo.com, escribe que «la mayor fuerza de esta película es, sin embargo, el incuestionablemente talento de voz detrás de él. Kevin Conroy está en su mejor forma de volver a Bruce Wayne (que nunca vemos como Bruce Wayne en la película) y, por supuesto, Mark Hamill como Joker».